# The Great Transformation
In dem 1944 erschienenen Buch "The Great Transformation" (engl., dt. Große Umformung oder Große Transformation) behandelt der ungarisch-österreichische Wirtschaftssoziologe Karl Polanyi 1944 den tiefgreifenden Wandel der westlichen Gesellschaftsordnung im 19. und 20. Jahrhundert vorwiegend am historischen Beispiel Englands, als die Industrialisierung und politisches Handeln (oder besser: Nicht-Handeln) zu starken sozialen und wirtschaftlichen Veränderungen führten. Die beiden wesentlichen Momente des säkularen Wandels waren nach Polanyi die Herausbildung von Marktwirtschaften und von Nationalstaaten. Er nahm zwischen beiden Phänomenen eine starke Wechselwirkung an und nannte diesen Komplex die market society, die Marktgesellschaft. Der Ausdruck "Great Transformation" bezieht sich bei Polanyi auf die Transformation, die mit dem Scheitern der Marktordnung in den 1920er Jahren beginnt.

## Verselbstständigung der Ökonomie
Polanyi bezeichnete diese zunehmende Marktorientierung als eine Verselbständigung der Wirtschaft gegenüber der Gesellschaft. Begonnen habe dieser Prozess mit der zunehmenden Einfriedung von Grundstücken durch Großgrundbesitzer. Dies entzog Landbewohnern häufig die Mittel für einen eigenständigen Lebensunterhalt und zwang sie weiter in die Marktgesellschaft. Die uniforme Agrikultur wurde abgelöst durch eine differenzierte Landwirtschaft, in der die Weidewirtschaft dominiert und die zur dynamischen Entwicklung der Wollverarbeitung führte.
Tatsächlich gelang es aber im 16. und frühen 17. Jahrhundert der englischen Krone, der Spitze der Verwaltung und den Gerichten, diesen Prozess so zu verlangsamen, dass seine disruptiven Folgen weitgehend vermieden werden konnten, z. B. indem die Bauern eine wollverarbeitende Heimindustrie aufbauten. Das paternalistische Handeln des Staates unter den Tudors und den frühen Stuarts repräsentierte nach Polanyi ein hohes Niveau der Staatskunst, die sich moderner statistischer Methoden bediente; doch das Parlament entriss der Krone die Macht und ließ 150 Jahre später zu, dass durch den freien Seehandel und die Baumwolleinfuhr eine „Katastrophe in Form der industriellen Revolution das Leben und Wohlergehen auf dem Lande bedrohte“ und das „Landvolk zu Slumbewohnern [der Industriestädte] dehumanisiert wurde“.
Den Ausgangspunkt dieser Transformation sah Polanyi im Jahre 1834, als die britische Regierung das 1795 erlassene Speenhamland-Gesetz abschaffte, welches das Problem der Armut der Landbevölkerung lösen sollte, aber auch den Erwerbsdruck abmilderte. Polanyi bezeichnete diesen Prozess als „Entbettung“ und wies ausdrücklich auf eine Parallele zur Durchsetzung von Marktmechanismen und Lohnarbeit bei Kolonialvölkern hin.
Nachdem man bereits parallel zur Einführung des Gesetzes 1794 die Freizügigkeit der Einwohner durchgesetzt hatte, war dem freien Arbeitsmarkt für die aufstrebende Industrie der Weg geebnet; Arbeiter konnten sich innerhalb des Landes frei bewegen, und der Lohn war nicht mehr durch die Quasi-Zahlung von Lohnzuschüssen an Fabrikanten verzerrt. Hunger und Mangel trieben jetzt die ehemaligen Kleinbauern und Landarbeiter in die Fabriken. Polanyi bewertete dies als die Einführung eines freien Arbeitsmarkts. Die Einfriedungen durch die Großgrundbesitzer führten auch zur Verwandlung des Bodens in ein frei handelbares Gut.
Mit der „Warenfiktion“ von Arbeit, Boden und Geld entstand die zerstörerische Wirkung der Marktutopie als „Transformation der natürlichen und menschlichen Substanz der Gesellschaft in Waren“. Das traditionelle feudale und ständische System musste sich in kürzester Zeit an die Folgen der Industrialisierung anpassen. Darin erkannte Polanyi den Wandel von der Agrargesellschaft mit dem Motiv des Lebensunterhaltes und der Dominanz der ständischen Kollektive hin zu einer Marktgesellschaft, in der ein individuelles Streben nach Gewinn und eine Maximierung des Eigennutzens dominierten.
Den gesellschaftlichen Umbruch der Großen Transformation erklärte Polanyi also nicht durch den evolutionären Selbstlauf, sondern durch die politisch gewollte Einführung freier Märkte für die von ihm so bezeichneten „fiktiven Waren“ Arbeit, Grund und Boden und Geld. So war der industrielle und wirtschaftliche Fortschritt mit wachsender sozialer Ungleichheit verbunden. Im System der Marktwirtschaft verselbständigen sich die Strukturen und Regeln der Wirtschaft gegenüber den Strukturen und Regeln des sozialen Zusammenhalts. Wirtschaftliche Tauschprozesse wurden unabhängig von sozialen Beziehungen („externalisierte Ökonomie“), soziale Prozesse wurden abhängig von wirtschaftlicher Zweckmäßigkeit. Das Wirtschaften war nun nicht mehr in feudale und zünftige Strukturen eingelassen, sondern umgekehrt wurden die sozialen und Arbeitsbeziehungen in ein System von Märkten eingebettet; dadurch wurde Geld erst zu Kapital.
Ein derartiger ausufernder Materialismus in einer Marktgesellschaft läuft nach Polanyi dem Wesen der Gesellschaft entgegen und bildet eine existenzielle Bedrohung. Die zerstörerische Macht dieser Entwicklung zeige sich dabei nicht so sehr in einem materiellen Mangel oder in den elenden Arbeitsbedingungen dieser Zeit, sondern in einer kulturellen und sozialen Verwahrlosung.

## Vorwurf der Fehleinschätzung an liberale Ökonomen und Philosophen
Polanyi weist darauf hin, dass der „emotionale Glaube an die Spontaneität“ (des Marktes) und die „mystische Bereitschaft, die sozialen Konsequenzen ökonomischer Verbesserungen gleich welcher Art hinzunehmen“ die Philosophen und Ökonomen vergessen ließ, dass ein Prozess ungelenkten Wandels verlangsamt werden sollte. Dieses Alltagswissen, das auch auf den Erkenntnissen der traditionellen Sozialphilosophie basierte, sei im 19. Jahrhundert zuerst diskreditiert, aus den Gedanken der gebildeten Eliten „ausradiert“ und durch ein unkritisches Vertrauen in die Selbstheilungskräfte des Marktes und einen kruden Utilitarismus ersetzt worden. Die Rolle des Staates und der Regierung bestehe in der Möglichkeit, das Tempo dieser Transformation zu beeinflussen. Die Vorstellung, das Tempo sei nicht zu verändern oder es sei sogar ein Sakrileg, es zu verändern, führe zur Untätigkeit gegenüber dem verheerenden und „degenerativen“ Prozess und ignoriere die fatalen physischen und moralischen Schäden der Enteigneten.

## Herausbildung von Nationalstaaten
Wirtschaftliche Interessen förderten nach Polanyi die Herausbildung von Nationalstaaten als homogene Binnenmärkte und veränderten die politische Ordnung, wie Polanyi am Beispiel Großbritanniens aufführt.
Er begründete dies mit dem Bedarf der Volkswirtschaften an einem starken, modernen Staat, da nur dieser die notwendigen Reformen in den Sozialstrukturen umsetzen könne, um die gravierenden sozialen Auswirkungen des Kapitalismus aufzuhalten bzw. abzuschwächen.
Höhepunkt des Aufstieges der Marktwirtschaft war für Polanyi die Zeit vor dem Ersten Weltkrieg mit internationalem Frieden durch die vier Einrichtungen Kräftegleichgewicht, Goldstandard, selbstregulierender Markt und liberaler Staat. Als jedoch der Goldstandard als fester Umrechnungsmaßstab der internationalen Währungen Anfang der 1930er Jahre schrittweise aufgegeben wurde, war der Zusammenbruch der liberalen Marktgesellschaft, den Polanyi konstatierte, beinahe nur noch eine Frage der Zeit.
Demgegenüber plädierte Polanyi im Schlusskapitel für einen „Sozialismus“, der Arbeit, Boden und Geld dem Markt entziehe und demokratisch kontrolliere.

## „Doppelbewegung“
Polanyi beschreibt die Durchsetzung eines selbstregulierenden Marktes und die Kommerzialisierung von Land, Kapital und Arbeit als „frivoles Experiment“. Es führe zu sozialer Desintegration und zur Aufgabe humaner Werte durch einen individualistischen Materialismus. Alle früheren Gesellschaften hätten sich gegen die von freien Märkten ausgehende Unsicherheit und moralische Degradierung zur Wehr gesetzt. Die wirtschaftliche Liberalisierung habe daher von Beginn an als „Doppelbewegung“ stattgefunden, da sie unverzüglich Gegenbestrebungen der Gesellschaft zur Regulierung des Marktes auslöste. Die ökonomischen Krisen und politischen Umwälzungen der ersten Hälfte des 20. Jahrhunderts seien Erscheinungsformen solcher Doppelbewegung. Der Faschismus habe vergeblich versucht, die Gesellschaft per Gewalt und Demagogie an die Erfordernisse des Kapitalismus anzupassen. Zukünftige Freiheit erfordere wirtschaftliche Planung, Regulierung und Kontrolle auf Basis bindender moralischer Werte und Pflichten.

## Rezeption
The Great Transformation gehörte zu den Schlüsseltexten der schrumpfenden antikapitalistischen Linken in den Vereinigten Staaten und blieb in Europa weitgehend unbekannt. Das änderte sich in den 1980er Jahren mit der Auflösung nationaler Volkswirtschaften und dem Beginn der Globalisierung und deren Ähnlichkeit mit der Entwicklung im 19. Jahrhundert. Seither wird es für die politische Argumentation gegen den Neoliberalismus und auch als Vorläufer einer neuen Wirtschaftssoziologie verwendet.
Der Historiker Philipp Ther gebrauchte „The Great Transformation“ als Richtschnur für seine Essays zur aktuellen Entwicklung in den USA, Deutschland, Italien, der Türkei und Russland. Er verweist darauf, dass das „polanyische Pendel“ der Doppelbewegung, soweit es um den Schutz vor den Folgen des freien Marktes gehe, in zwei Richtungen ausschlagen kann: nach links Richtung demokratischer Sozialismus und nach rechts in Richtung Faschismus. Spätestens seit 2016 (Trump-Wahl, Brexit), tatsächlich aber bereits seit den 1990er Jahren sei klar, wohin sich das Pendel aktuell bewegt.
Der Wissenschaftliche Beirat der Bundesregierung Globale Veränderungen (WBGU) griff Polanyis Begriff der Großen Transformation in seinem Jahresgutachten 2011 auf, in dem er einen Gesellschaftsvertrag für eine globale Große Transformation hin zu einer klimaverträglichen Gesellschaft forderte.